# Anton Fokin
Pour les articles homonymes, voir Fokin.
Anton Viktorovich Fokin est un gymnaste artistique ouzbek, né le 3 novembre 1982 à Tachkent, en RSS d'Ouzbékistan (Union soviétique).
Il est surtout spécialiste des barres parallèles, agrès pour lequel il a notamment obtenu la médaille de bronze aux Jeux olympiques de Pékin en 2008.

## Biographie
Né à Tachkent, Anton Fokin a débuté la gymnastique en 1989 avant de commencer la compétition en 1999.

## Palmarès

### Jeux olympiques
- -  Médaille de bronze aux barres parallèles à Pékin en 2008
  - 16e au concours général à Pékin en 2008

### Championnats du monde
- - 8e aux barres parallèles à Aarhus en 2006
  -  Médaille de bronze aux barres parallèles à Stuttgart en 2007
  - 16e au concours général à Stuttgart en 2007

### Jeux asiatiques
- Canton 2010
  -  médaille d'argent aux barres parallèles.
- Incheon 2014
  -  médaille d'argent aux barres parallèles.

### Tournois internationaux
- -  2e aux barres parallèles à Stuttgart en 2007[1]
  -  2e aux barres parallèles à Maribor en 2008[1]